# Satya Bhabha
Satya Sorab Bhabha (Londra, 13 dicembre 1983) è un attore inglese di origini indiane.

## Biografia
Nato a Londra nel 1983, Satya Bhabha è figlio del rinomato docente e filosofo indiano di origine Parsi Homi K. Bhabha e dell'accademica Jacqueline Strimpel Bhabha, nata da genitori ebrei tedeschi e cresciuta in Italia. Bhabha si laureò all'Università Yale, ove venne premiato con il Louis Sudler Prize for Excellence.
Bhabha è noto per aver interpretato Matthew Patel del film Scott Pilgrim vs. the World (2010), versione cinematografica dell'omonima graphic novel. Bhabha prese parte anche a I figli della mezzanotte (2012), pellicola diretta da Deepa Mehta e tratta da I figli della mezzanotte di Salman Rushdie, ove interpretò il protagonista Saleem Sinai. Nel 2012, Bhabha prese parte alla sitcom della Fox New Girl ove vestì i panni di Shivrang, il fidanzato di Cece (Hannah Simone). 
Bhabha sa suonare il violoncello e ha fatto parte della band losangelina He's My Brother She's My Sister.

## Filmografia

### Attore

#### Cinema
- Swordswallowers and Thin Men, regia di Max Borenstein (2003)
- Fair Game - Caccia alla spia (Fair Game), regia di Doug Liman (2010)
- Scott Pilgrim vs. the World, regia di Edgar Wright (2010)
- I figli della mezzanotte (Midnight's Children), regia di Salman Rushdie (2012)
- Weighting, regia di Brie Larson (2013)
- Meteor Night, regia di Satya Bhabha - cortometraggio (2013)
- American Dream: The True Story, regia da Namrata Singh Gujral (2014)
- Miss India America, regia di Ravi Kapoor (2015)
- Dude, regia di Olivia Milch (2018)
- Change in the Air, regia di Dianne Dreyer (2018)
- Stalled, regia di Shilpi Roy - cortometraggio (2019)
- The F**k-It List - La lista dei fanculo (The F**k-It List), regia di Michael Duggan (2020)

#### Televisione
- The Good Wife - serie TV, episodio 3x01 (2011)
- NCIS - Unità anticrimine (NCIS) – serie TV, episodio 9x09 (2011)
- CollegeHumor Originals – webserie, 1 episodio (2012)
- New Girl – serie TV, 7 episodi (2013)
- Key & Peele – serie TV, episodi 4x11-5x03 (2014-2015)
- Lifting Strangers - serie TV, episodi sconosciuti (2014)
- Key & Peel - serie TV, episodi 4x11-5x03 (2014-2015)
- Meals With Mary - serie TV, episodi sconosciuti (2015)
- Young & Hungry - Cuori in cucina (Young & Hungry) – serie TV, episodio 2x11 (2015)
- The New Adventures of Peter and Wendy - serie TV, 18 episodi (2015-2017)
- EastSiders – serie TV, 8 episodi (2015-2019)
- The Gay and Wondrous Life of Caleb Gallo, regia di Brian Jordan Alvarez - miniserie TV, episodio 1x04 (2016)
- Untitled Strauss-Schulson Fogel Pilot, regia di Todd Strauss-Schulson - film TV (2016)
- Sense8 – serie TV, 8 episodi (2017-2018)
- The Gay and Wondrous Life of Caleb Gallo – webserie, episodio 1x04 (2016)

### Doppiatore
- Scott Pilgrim - La serie (Scott Pilgrim Takes Off) - serie animata (2023)

### Regista

#### Cinema
- Meteor Night - cortometraggio (2013)
- Cover Up - cortometraggio (2016)
- The Gaze - cortometraggio (2021)

#### Televisione
- Meals With Mary - serie TV, episodi sconosciuti (2015)
- Single Parents - serie TV, episodio 2x08 (2019)
- The Resident - serie TV, episodi 2x18-3x12 (2019-2020)
- The Gaze: No Homo - miniserie TV, episodio 1x04 (2020)
- Prodigal Son - serie TV, episodi 1x16-2x20 (2020-2021)
- Shameless - serie TV, episodio 11x07 (2021)
- Love, Victor - serie TV, episodio 2x07 (2021)
- Love Life - serie TV, episodio 2x09 (2021)
- Gossip Girl - serie TV, episodi 1x09-2x05-2x06 (2021-2022)
- Queer as Folk - serie TV, episodi 1x02-1x03 (2022)

### Sceneggiatore

#### Cinema
- Meteor Night, regia di Satya Babha - cortometraggio (2013)
- Cover Up, regia di Satya Babha - cortometraggio (2021)

#### Televisione
- Meals With mary - serie TV, episodi sconosciuti (2015)

## Riconoscimenti
- Scream Award
  - 2011 - Candidatura al miglior cattivo per Scott Pilgrim vs. the World (condiviso con Chris Evans, Brandon Routh, Mae Whitman, Shôta Saitô, Keita Saitou e Jason Schwartzman)

## Doppiatori italiani
Nelle versioni in italiano delle opere in cui ha recitato, Satya Bhabha è stato doppiato da: 
- Marco Vivio in NCIS - Unità anticrimine
- Raffaele Carpentieri in The F**k-It List - La lista dei fanculo
- Riccardo Scarafoni in Scott Pilgrim vs. the World